# Catedrala Nașterea Domnului din Tiraspol
Catedrala Nașterii Domnului din Tiraspol (în rusă Тираспольский Собор Рождества Христова) este cea mai mare și mai nouă biserică ortodoxă din municipiul Tiraspol, ce ține de Republica Moldova. A fost concepută de către arhitectul Piotâr Iablonski într-un stil arhitectonic rus, finalizată în anul 1999 pentru a sluji drept catedrală Episcopiei Tiraspolului și Dubăsariului, care aparține Mitropoliei Chișinăului și a întregii Moldove.  

## Istoric
Printre ceremoniile care au marcat finalizarea construcției catedralei se numără, printre altele, emisiunea unei serii de timbre poștale având imaginea bisericii (vezi Timbre poștale și istoria poștală a Transnistriei) cu prilejul sărbătorii Crăciunului în anul 1999. În anul 2001, imaginea Catedralei a fost plasată pe o serie de monede comemorative de aur și argint din seria „Biserici ortodoxe din Transnistria”. În anul 2004, pe reversul bancnotei de 100 ruble transnistrene a fost plasată imaginea Catedralei (reluată și cu prilejul emisiunii din anul 2007).

## Galerie de imagini

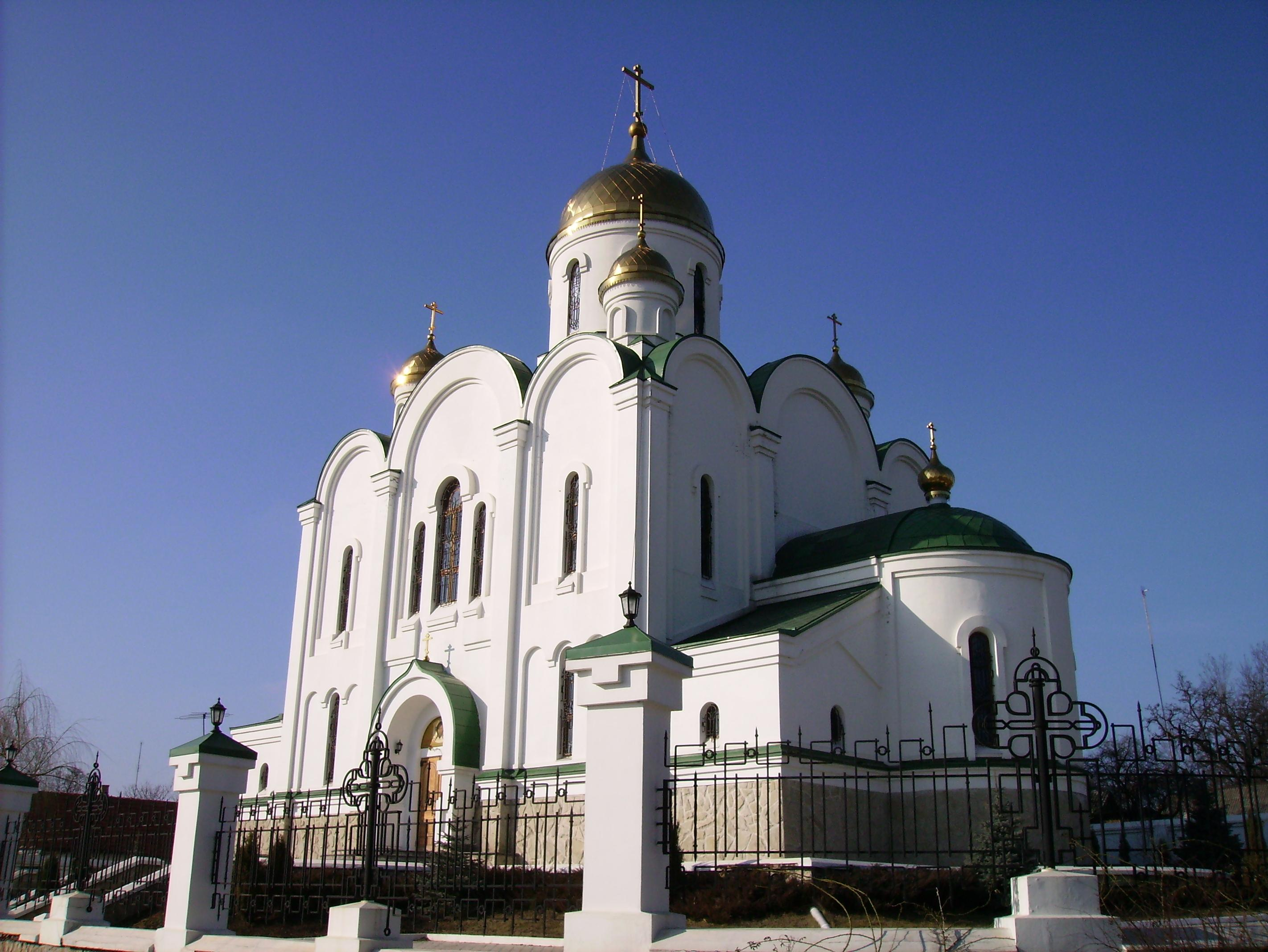
Catedrala "Nașterea Domnului" de la Tiraspol (1)
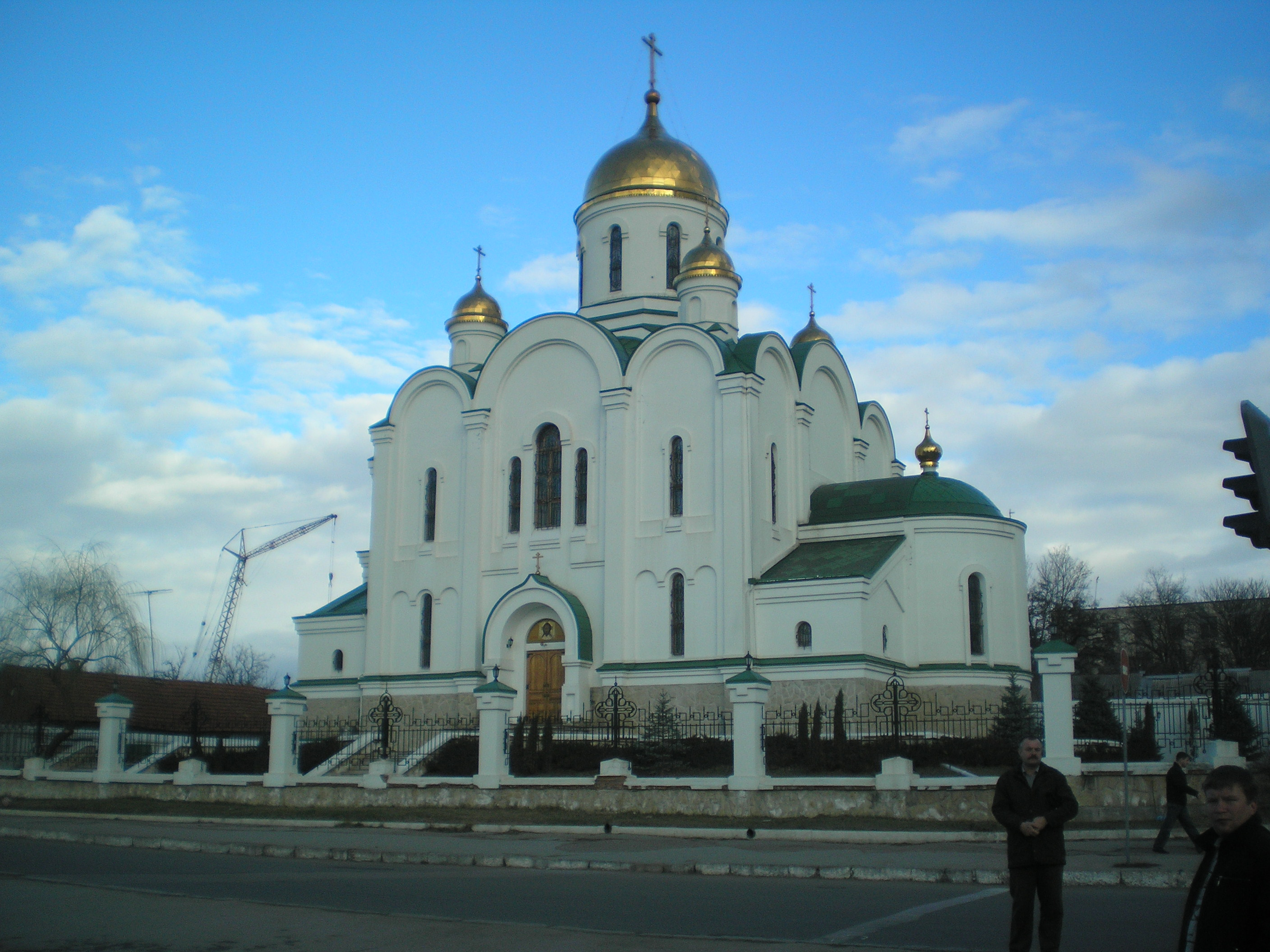
Catedrala "Nașterea Domnului" de la Tiraspol (2)
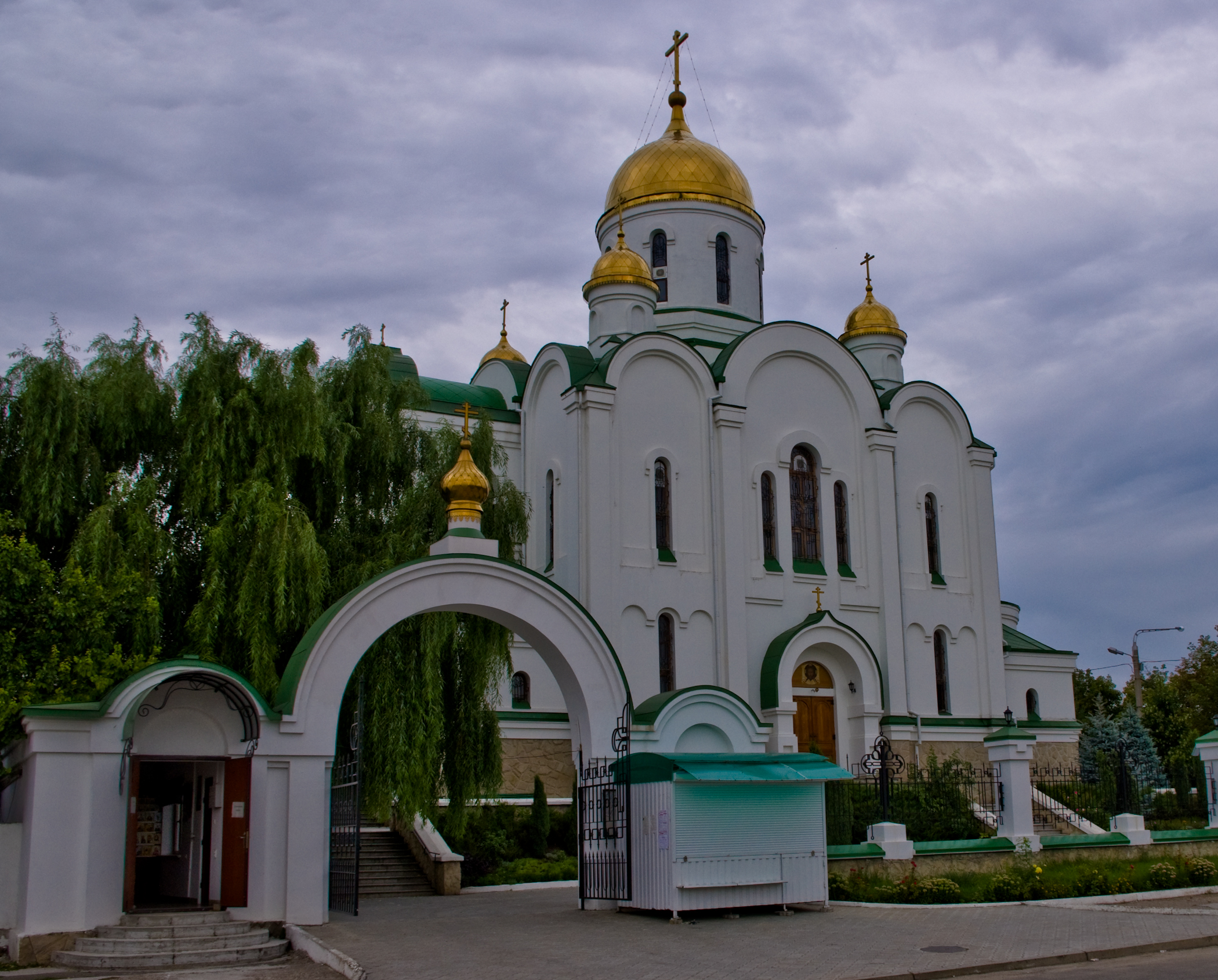
Catedrala
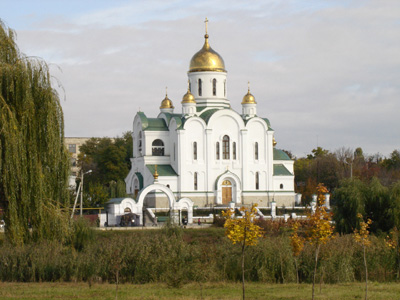
Biserica din Tiraspol
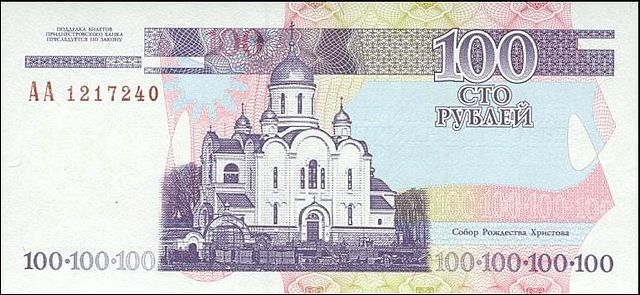
Catedrala pe reversul bancnotei de 100 de ruble transnistrene.
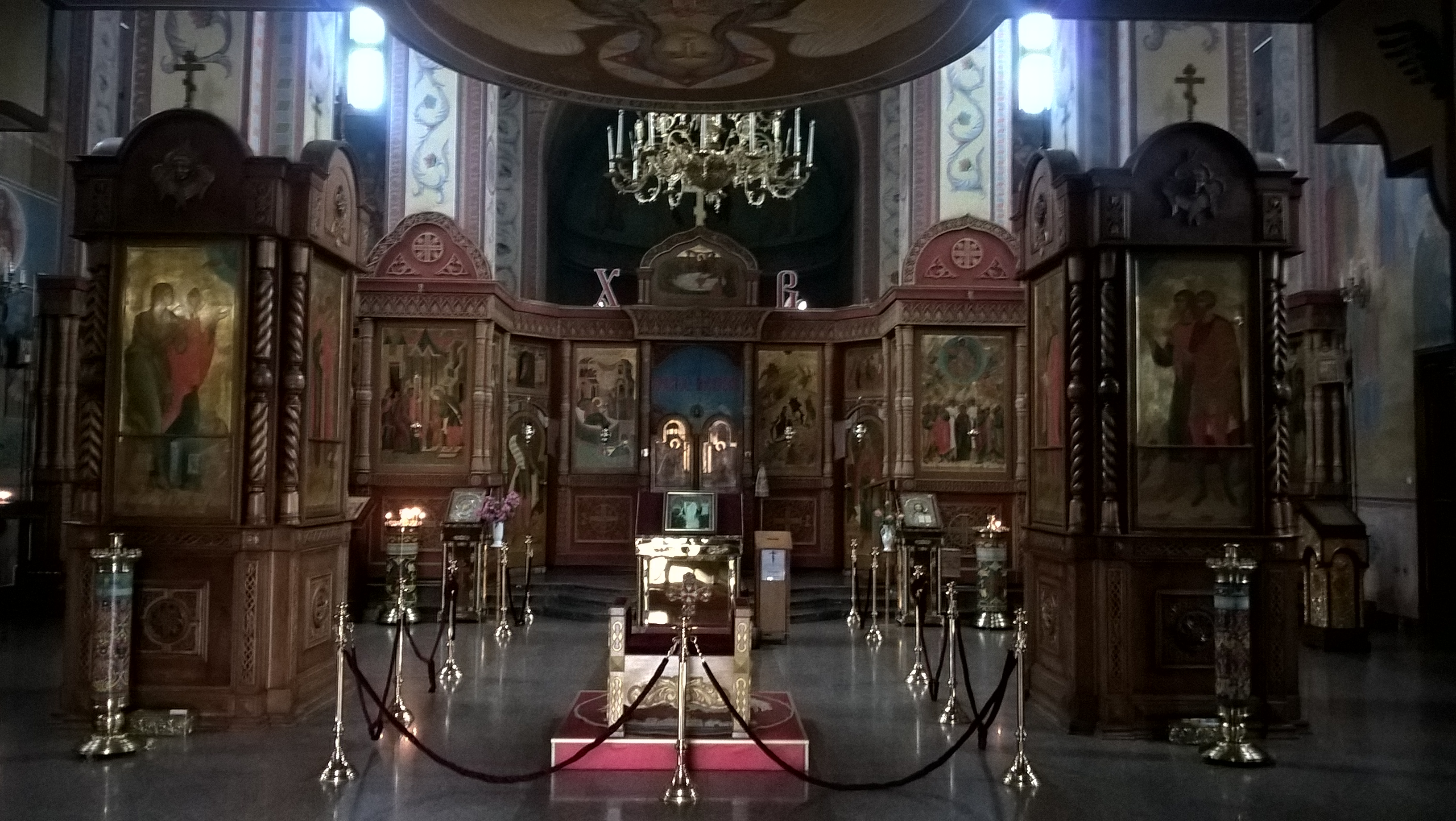
Iconostasul catedralei